# 毛里齐奥·兰达佐
毛里齐奥·兰达佐（義大利語：Maurizio Randazzo，1964年3月1日—），意大利男子击剑运动员。他曾参加1996年和2000年夏季奥运会击剑比赛，共获得2枚重剑团体金牌。他也在世界锦标赛上获得3枚金牌、1枚银牌和2枚铜牌。